# Интеркосмос-25
«Интеркосмос-25» (другое название — «АПЭКС», заводское обозначение АУОС-З-АП-ИК) — советский научно-исследовательский спутник, запущенный 18 декабря 1991 года в рамках программы Интеркосмос для изучения магнитосферы  и ионосферы Земли. «Интеркосмос-25» был запущен совместно с чехословацким субспутником «Магион-3», отделившимся от основного аппарата после выведения и следовавшим по одной с ним орбите. Это был единственный советский запуск научно-исследовательских спутников в 1991 году. Во время полёта, с помощью аппаратуры совместно работающих «Интеркосмос-25» и «Магион-3», проводились эксперименты по изучению магнитосферно-ионосферного взаимодействия в условиях инжекции модулированных электронных и ионных пучков и взаимодействию волн и частиц в околоземном пространстве.
«Интеркосмос-25» построен в КБ «Южное» на платформе АУОС-З. Выведенный вместе с ним субспутник «Магион-3» был создан в Геофизическом институте Чехословацкой Академии наук. Запуск спутников произведён  18 декабря 1991 года с космодрома Плесецк ракетой-носителем «Циклон-3» на околополярную эллиптическую орбиту.

## Конструкция
«Интеркосмос-25» - последний из серии научно-исследовательских аппаратов, построенных на платформе АУОС-З.  Герметичный корпус спутника, в котором размещалась служебная аппаратура и аккумуляторы, имел форму цилиндра со сферическими крышками, в нём поддерживался постоянный тепловой режим. На корпусе размещались восемь неориентированных панелей солнечных батарей, площадью 12,5 м², раскрывающихся в полёте на угол 30° относительно корпуса, приборы и датчики бортовых систем, антенны единой телеметрической системы, предназначенной для управления аппаратом и передачи научной информации. Для удержания положения аппарата относительно местной вертикали использовался гравитационный стабилизатор на выдвижной штанге. Ориентация и стабилизация по курсу осуществлялась блоком двухскоростного маховика. Научная аппаратура размещалась внутри корпуса на его верхней крышке, её датчики, приборы и антенны — снаружи на крышке корпуса и раскрывающихся в полёте выносных штангах. Масса научной аппаратуры, устанавливаемой на платформе АУОС-З — до 400 кг, выделяемая для её питания электрическая мощность — 160…230 Вт. Полная масса спутника «Интеркосмос-25» составила 1300 кг.

## Научная программа
На борту «Интеркосмос-25» было установлено 14 инструментов, созданных в академических институтах и лабораториях России, Украины, Чехословакии, Болгарии, Польши. Активное воздействие на околоземную среду осуществлялось ускорителем электронов и ускорителем плазмы. В состав измерительной научной аппаратуры аппарата входили четыре прибора для измерения параметров плазмы и характеристик заряженных частиц, низкочастотный и высокочастотный волновые комплексы для анализа электромагнитных излучений, приборы для измерения электрических и магнитных полей и низкочастотных вариаций магнитного поля, а также фотометр и трехканальный спектрофотометр для обнаружения и изучения полярных сияний. Для передачи научной информации использовалась входящая в состав платформы единая телеметрическая система и система технического обеспечения СТО-АП, которая обеспечивала сбор научных данных в большем объеме и с лучшим временным разрешением, чем единая система телеметрии спутника. Управление полётом и приём данных единой системы телеметрии осуществлялись из Центра управления полётом космических аппаратов научного и народнохозяйственного назначения Военно-космических сил России, располагавшегося в ИКИ РАН. Данные от системы технического обеспечения научных приборов СТО-АП передавались на приёмные пункты ИЗМИРАН (Троицк, Апатиты), ИКИ РАН (Таруса), обсерватории Панска Вес и Нойштрелиц.
На «Интеркосмосе-25» проводились эксперименты по инжекции модулированных  электронных и плазменных пучков, их регистрация и изучение порождаемых ими электромагнитных волн в ближней зоне, приборами самого аппарата и в дальней зоне, на расстоянии десятков километров, на субспутнике «Магион-3». Обнаружены новые эффекты распространения волн и частиц в околоземном пространстве, экспериментально подтверждена возможность применения модулированных пучков заряженных частиц в качестве бесконструкционных излучающих антенн. В ходе пассивных наблюдений исследованы различные типы известных ионосферных аномалий  и обнаружены новые типы ионосферных провалов. Проводилось изучение процессов переноса энергии между ионосферой и магнитосферой. В ходе наземно-спутниковых измерений отрабатывались методы спутниковой радиотомографии и построены послойные профили ионосферы в реальном времени. 
Эксперименты на спутнике «Интеркосмос-25» проводились более пяти лет. После прекращения работы спутник «Интеркосмос-25» остаётся на орбите и отслеживается средствами контроля космического пространства.